# En la ciudad
En la ciudad is een Spaanse film uit 2003 geregisseerd door Cesc Gay.

## Verhaal
De film speelt zich af in Barcelona en volgt een vriendengroep van acht mannen en vrouwen van in de dertig. De vriendschappen binnen de groep lijken sterk, maar vrijwel iedereen heeft een verborgen leven waar de rest niets van weet.

## Rolverdeling
| Acteur           | Personage |
| ---------------- | --------- |
| Mónica López     | Irene     |
| Eduard Fernández | Mario     |
| María Pujalte    | Sofía     |
| Àlex Brendemühl  | Tomás     |
| Vicenta N'Dongo  | Sara      |
| Chisco Amado     | Manu      |
| Miranda Makaroff | Ana       |
| Carme Plà        | Eva       |
| Leonor Watling   | Cristina  |
| Àurea Márquez    | Silvia    |
| Jordi Sànchez    | Andrés    |
| Eric Bonicatto   | Eric      |

## Ontvangst

### Recensies
Op Rotten Tomatoes geeft 14% van de 7 recensenten de film een positieve recensie, met een gemiddelde score van 4,72/10. NRC schreef: "De personages bedriegen zichzelf en elkaar, houden krampachtig illusies in stand en hopen tegen beter weten in op een zonniger toekomst. De vriendschap gaat niet diep, maar toch kunnen ze niet zonder."

### Prijzen en nominaties
Een selectie:
| Jaar | Prijs                          | Categorie                  | Genomineerde           | Resultaat   |
| ---- | ------------------------------ | -------------------------- | ---------------------- | ----------- |
| 2003 | San Sebastián Filmfestival     | Gouden Schelp - Beste film | En la ciudad           | Genomineerd |
| 2004 | Premios Goya (18de uitreiking) | Beste regisseur            | Cesc Gay               | Genomineerd |
| 2004 | Premios Goya (18de uitreiking) | Beste mannelijke bijrol    | Eduard Fernández       | Gewonnen    |
| 2004 | Premios Goya (18de uitreiking) | Beste vrouwelijke bijrol   | Mónica López           | Genomineerd |
| 2004 | Premios Goya (18de uitreiking) | Beste origineel scenario   | Tomàs Aragay, Cesc Gay | Genomineerd |